# آرثر أو. هاو
آرثر أو. هاو هو سياسي أمريكي، ولد في 7 مارس 1871 في نيوفان في الولايات المتحدة، وتوفي بنفس المكان في 27 نوفمبر 1951. نشط حزبياً في الحزب الجمهوري. وقد انتخب عضو مجلس نواب فيرمونت ‏.